# Beatus van Liébana

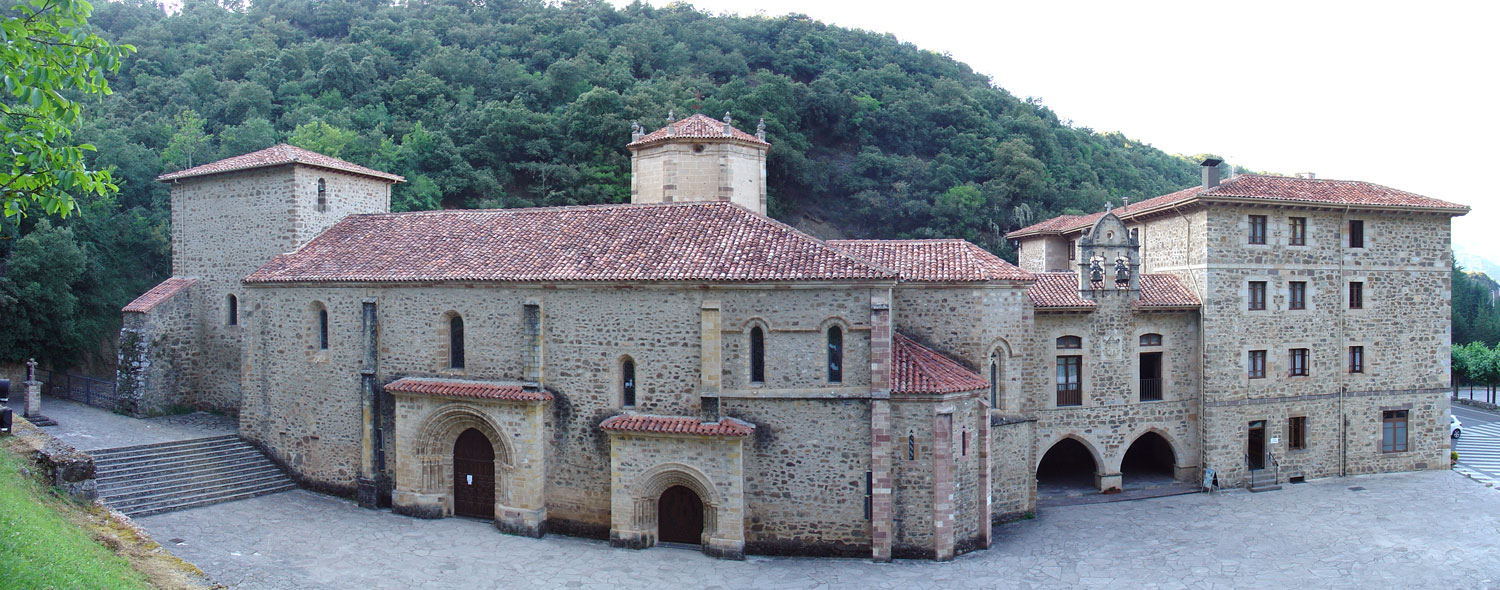
Het klooster van Santo Toribio de Liébana

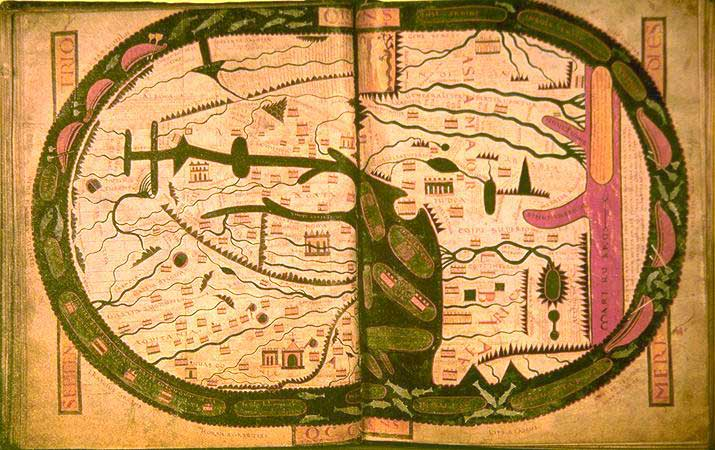
Wereldkaart uit de Beatus van Saint-Sever (Beatuskaart).

Beatus van Liébana (ca. 730 - ca. 800) was een monnik en theoloog uit het Noord-Spaanse Liébana (Cantabrië). 
Met de term Beatus (Latijn: de gelukkige, de zalige) wordt zowel de persoon Beatus van Liébana aangeduid, als zijn Commentaar op de Apocalyps van Johannes, een werk dat gedurende vele eeuwen is gekopieerd en vooral voor kloosters een waardevol bezit is geweest.
Beatus van Liébana leefde in de tweede helft van de 8e eeuw in het koninkrijk Asturië. Hij was godgeleerde, en is bekend als auteur van een geïllustreerd Commentaar op de Apocalyps (776). De in de volgende eeuwen vervaardigde kopieën van dit handschrift hebben door hun bijzondere illustraties een belangrijke kunsthistorische betekenis.
Daarnaast was hij auteur van het geschrift Adversus Elipandum (785), waarin hij fel stelling neemt tegen het adoptionisme, een ketterse stroming binnen de kerk, vertegenwoordigd door Elipandus, aartsbisschop van Toledo. Hij ontving steun voor deze strijd van Alcuinus van York, de raadsman van Karel de Grote.
Er is weinig met zekerheid over hem bekend. Vast staat dat hij priester was, waarschijnlijk ook monnik, en mogelijk abt. Zijn woonplaats was, naar men aanneemt, het klooster San Martín de Turieno, wat later Santo Toribio de Liébana is geworden, in het Cantabrisch gebergte in het noordwesten van Spanje. Dit gebied, toen het koninkrijk Asturië, was niet overheerst door de Moren en van hieruit is de Reconquista begonnen.
Wij weten dat hij aanwezig was bij het afleggen van de kloostergeloften door Adosinda, de weduwe van koning Silo van Asturië, in 785 te Pravia.
Een biografie over hem van Juan Tamayo de Salazar (Martyrologium Hispanum, 1662), waarin onder meer zijn sterfjaar 798 en zijn naamdag als 'heilige' (19 februari) zijn vermeld, wordt inmiddels algemeen als verzinsel beschouwd.
Zijn betekenis voor de Spaanse Kerk is gelegen in zijn felle bijdrage in de adoptionistische controverse. Dit heeft er, met behulp van inmenging van Karel de Grote en zijn raadsman Alcuinus, toe bijgedragen dat deze stroming uit het christelijke Spanje onder islamitische overheersing door de kerk van Rome is veroordeeld, en de Spaanse kerk zo binnen de macht van Rome is gehouden. In Spaanse documenten wordt nergens melding gemaakt van zijn bijdragen aan de kerk.

## Werk
- Het Commentaar op de Apocalyps van Johannes, geschreven rond 776 en waarschijnlijk door hem gereviseerd in 786. Het origineel is waarschijnlijk verloren gegaan, de oudste volledige kopie wordt gedateerd op 940-945. De thans bekende kopieën (26 geïllustreerde) zijn bekend onder de naam 'Beatus'.

- Adversus Elipandum, een geschrift geschreven in samenwerking met Etherius, bisschop van Osma, tegen de adoptionistische ketterij van  Elipandus, aartsbisschop van Toledo.

- Mogelijk is Beatus ook de auteur van O Dei Verbum, een hymne waarin voor het eerst Jacobus als patroon van Spanje wordt genoemd. Later, in 814, wordt het graf van Jacobus "ontdekt" en wordt op die plaats (Santiago de Compostella) door Alfonso II de eerste kerk gebouwd.

- Bibsys: 90389363
- Biblioteca Nacional de España: XX1719723
- Bibliothèque nationale de France: cb119298537 (data)
- Catàleg d'autoritats de noms i títols de Catalunya: 981058514416806706
- Gemeinsame Normdatei: 118507842
- International Standard Name Identifier: 0000 0001 1663 353X
- Library of Congress Control Number: n80104080
- Nationale Bibliotheek van Tsjechië: jo2008446835
- Nationale Bibliotheek van Israël: 987007276170205171
- Nederlandse Thesaurus van Auteursnamen: 070059470
- Istituto Centrale per il Catalogo Unico: CFIV012440
- LIBRIS: 352040
- Système universitaire de documentation: 027206211
- Trove: 941555
- Union List of Artist Names: 500039169
- Virtual International Authority File: 67256398
- WorldCat: E39PBJbGYYDbpDV34vccCWkJjC